# 掸邦先驱新闻社
掸邦先驱新闻社（英語：Shan Herald Agency for News）是一家私营通讯社，该通讯社报导缅甸掸邦目前的局势；在掸邦，媒体受到了政府严密的控制和审查。该通讯社成立于1991年的掸邦，后来总部于1996年转移至泰国清迈以保持其独立性。该通讯社出版有月报《独立报》（Independence）。每月会印制约3,000份报纸，透过散发网络传递到泰缅、中缅边界，以及掸邦邦内和泰国的掸族寺庙。该通讯社还开通了电子邮件、网络订阅服务。